# ISOS
I.S.O.S. è un acronimo che sta per In Search of Sunrise, compilation con brani selezionati e mixati dal dj olandese Tiësto fino al 2009, a cui gli sono successi Richard Durand dal 2009 al 2015 e Markus Schulz dal 2018

## Compilation
Il genere dei brani presenti nelle compilation varia tra la trance alla trance-progressive.
Tutti i volumi sono usciti sotto la label Black Hole Recordings o sotto la Magik Muzik (che è una suddivisione della Black Hole).
La prima ISOS (In Search Of Sunrise Vol.1) uscì nell'ottobre 1999. Oggi si contano 17 volumi, l'ultimo dei quali è stato pubblicato nel 2021.

## CD
- In Search of Sunrise (20 ottobre, 1999)
- In Search of Sunrise 2 (30 novembre, 2000)
- In Search of Sunrise 3: Panama (29 maggio, 2002)
- In Search of Sunrise 4: Latin America (13 aprile, 2005) doppio cd
- In Search of Sunrise 5: Los Angeles (26 maggio, 2006) doppio cd
- In Search of Sunrise 6: Ibiza (7 settembre, 2007) doppio cd
- In Search of Sunrise 7: Asia (10 giugno, 2008) doppio cd

## Tour
- In Search of Sunrise: Asia Tour 2006
- In Search of Sunrise: Summer Tour 2008

## Edit e remix
- "Delerium – Silence (DJ Tiësto's In Search of Sunrise Edit)"
- "Delerium – Silence (DJ Tiësto's In Search of Sunrise Remix)"
- "Delerium – Innocente (DJ Tiësto In Search of Sunrise Remix)"
- "Abnea – Velvet Moods (DJ Tiësto In Search of Sunrise Remix)"
- "Conjure One – Tears from the Moon (DJ Tiësto's In Search of Sunrise Remix)"

- "Solarstone and JES - Like a Waterfall (In Search of Sunrise Edit)"
- "Ahmet Ertenu - Why (In Search of Sunrise Edit)"
- "Gabriel & Dresden - Arcadia (In Search of Sunrise Edit)"
- "Dominic Plaza - Sounds Rushing (In Search of Sunrise Edit)"
- "Imogen Heap - Hide & Seek (Tiësto's In Search of Sunrise Remix)"

## Singoli
Questo è un elenco dei singoli pubblicati tramite Black Hole Recordings e delle sue sotto-etichette, come Songbird e Magik Muzik.
ISOS:
- Tiësto - Sparkles (Black Hole) 1999
- BT - Mercury & Solace (Black Hole) 1999

ISOS2:
- BT - Dreaming (Black Hole) 1999
- Kamaya Painters - Summerbreeze (Black Hole) 2000
- LN Movement - Golden Desert (SongBird / I.C.E) 2001

ISOS3: Panama
- Andain - Summer Calling (Black Hole) 2002
- Way Out West - Mindcircus (Black Hole) 2002
- Tiësto - In My Memory (Magik Muzik) 2003

ISOS4: Latin America
- Tiësto - UR (Magik Muzik) 2005
- Solarstone - Like A Waterfall (Magik Muzik) 2006

ISOS5: Los Angeles
- Estuera - Tales From The South (Magik Muzik) 2004
- Way Out West - Don't Forget Me (Black Hole) 2005
- Mark Norman - Colour My Eyes (Magik Muzik) 2006
- Global Experience - Zanzibar (Black Hole) 2006
- A Boy Called Joni - Green Astronauts (Black Hole) 2006
- JES - People Will Go (Magik Muzik) 2007

ISOS6: Ibiza
- Andy Duguid - Don't Belong (Black Hole) 2007
- First State - Falling (In Trance We Trust) 2007
- Moonbeam - See The Difference Inside (SongBird) 2007
- Deadmau5 - Arguru (SongBird) 2008
- Marcus Schössow - Chase My Rabbit (Black Hole) 2008
- Progression - Different Day, Different Light (Black Hole) 2008
- Allure - Somewhere Inside (Magik Muzik) 2008
- JES - Imagination (Magik Muzik) 2008
- Clear View - Tell Me (SongBird) 2008
- Steve Forte Rio - A New Dawn (SongBird) 2008

ISOS7: Asia
- Sied van Riel - Rush (Black Hole) 2008
- Cary Brothers - Ride (SongBird) 2008
- Andy Duguid - Wasted (Black Hole) 2008
- Carl B. - Just A Thought (In Trance We Trust) 2008
- Zoo Brazil - Crossroads (Avanti) 2008
- JPL - Whenever I May Find Her (In Trance We Trust) 2008
- Airbase - Denial (In Trance We Trust) 2008
- Beltek - Kenta (Avanti) 2008
- Allure - Power of You (Magik Muzik) 2008